# Premio Pfizer
Il Premio Pfizer (in inglese: Pfizer Award) è un riconoscimento annuale della History of Science Society statunitense, che lo conferisce per un eminente testo di storia della scienza, pubblicato in lingua inglese nei tre anni precedenti.

## Storia
Il premio fu istituito nel 1958, mentre la sua prima edizione ebbe luogo l'anno dopo. Salvo casi eccezionali, non sono stati presi in esame libri di storia della tecnologia e di storia della medicina, per evitare sovrapposizoni di competenze e di contributi economici con la Society for the History of Technology (Società per la Storia della tecnologia) e con l'American Association for the History of Medicine (Associazione americana per la storia della medicina) che già hanno un loro specifico premio.
Col passare degli anni, ha assunto una rilevanza internazionale fino a coinvolgere un centinaio di candidati nelle sue edizioni più contese. Al 2014, il premio consisteva in un contributo di 2.500 dollari, unitamente ad una medaglia.

## Vincitori
Si riporta di seguito l'elenco dei vincitori, a decorrere dalla prima edizione del premio che si tenne nel 1959. La lista è la seguente:
| Anno | Autore                                  | Libro |
| ---- | --------------------------------------- | --- |
| 1959 | Marie Boas Hall                         | Robert Boyle and Seventeenth-Century Chemistry |
| 1960 | Marshall Clagett                        | The Science of Mechanics in the Middle Ages |
| 1961 | Cyril Stanley Smith                     | A History of Metallography: The Development of Ideas on the Structure of Metal before 1890                                                                                        |
| 1962 | Henry Guerlac                           | Lavoisier, The Crucial Year: The Background and Origin of His First Experiments on Combustion in 1772                                                                             |
| 1963 | Lynn White, Jr.                         | Medieval Technology and Social Change |
| 1964 | Robert E. Schofield                     | The Lunar Society of Birmingham: A Social History of Provincial Science and Industry in Eighteenth-Century England                                                                |
| 1965 | Charles D. O'Malley                     | Andreas Vesalius of Brussels, 1514-1564 |
| 1966 | L. Pearce Williams                      | Michael Faraday: A Biography |
| 1967 | Howard B. Adelmann                      | Marcello Malpighi and the Evolution of Embryology |
| 1968 | Edward Rosen                            | Kepler's Somnium |
| 1969 | Margaret T. May                         | Galen on the Usefulness of the Parts of the Body |
| 1970 | Michael Ghiselin                        | The Triumph of the Darwinian Method |
| 1971 | David Joravsky                          | The Lysenko Affair |
| 1972 | Richard S. Westfall                     | Force in Newton's Physics: The Science of Dynamics in the Seventeenth Century |
| 1973 | Joseph Fruton                           | Molecules and Life: Historical Essays on the Interplay ofChemistry and Biology |
| 1974 | Susan Schlee                            | The Edge of an Unfamiliar World: A History of Oceanography |
| 1975 | Frederic L. Holmes                      | Claude Bernard and Animal Chemistry: The Emergence of a Scientist |
| 1976 | Otto Neugebauer                         | A History of Ancient Mathematical Astronomy (3 vols.) |
| 1977 | Stephen G. Brush                        | The Kind of Motion We Call Heat |
| 1978 | Allen G. Debus                          | The Chemical Philosophy: Paracelsian Science and Medicine in the Sixteenth and Seventeenth Centuries                                                                              |
| 1978 | Merritt Roe Smith                       | Harpers Ferry Armory and the New Technology: The Challenge of Change |
| 1979 | Susan Faye Cannon                       | Science in Culture: The Early Victorian Period |
| 1980 | Frank Sulloway                          | Freud, Biologist of the Mind: Beyond the Psychoanalytic Legend |
| 1981 | Charles Coulston Gillispie              | Science and Polity in France at the End of the Old Regime |
| 1982 | Thomas Goldstein                        | Dawn of Modern Science: From the Arabs to Leonardo da Vinci |
| 1983 | Richard S. Westfall                     | Never at Rest: A Biography of lsaac Newton |
| 1984 | Kenneth Manning                         | Black Apollo of Science: The Life of Ernest Everett Just |
| 1985 | Noel Swerdlow e Otto Neugebauer         | Mathematical Astronomy in Copernicus's De Revolutionibus |
| 1986 | I. Bernard Cohen                        | Revolution in Science |
| 1987 | Christa Jungnickel e Russell McCormmach | Intellectual Mastery of Nature: Theoretical Physics from Ohm to Einstein; Volume I: The Torch of Mathematics, 1800-1870; Volume II: The Now Mighty Theoretical Physics, 1870-1925 |
| 1988 | Robert J. Richards                      | Darwin and the Emergence of Evolutionary Theories of Mind and Behavior |
| 1989 | Lorraine J. Daston                      | Classical Probability in the Enlightenment |
| 1990 | Crosbie Smith e M. Norton Wise          | Energy and Empire: A Biographical Study of Lord Kelvin |
| 1991 | Adrian Desmond                          | The Politics of Evolution: Morphology, Medicine, and Reform in Radical London |
| 1991 | John Servos                             | Physical chemistry from Ostwald to Pauling : the making of a science in America                                                                                                   |
| 1992 | James R. Bartholomew                    | The Formation of Science in Japan: Building a Research Tradition |
| 1993 | David Charles Cassidy                   | Uncertainty: The Life and Science of Werner Heisenberg |
| 1994 | Joan Cadden                             | The Meanings of Sex Difference in the Middle Ages |
| 1995 | Pamela H. Smith                         | The Business of Alchemy: Science and Culture in the Holy Roman Empire |
| 1996 | Paula Findlen                           | Possessing Nature: Museums, Collecting, and Scientific Culture in Early Modern Italy                                                                                              |
| 1997 | Margaret W. Rossiter                    | Women Scientists in America: Before Affirmative Action, 1940-1972 |
| 1998 | Peter Galison                           | Image and Logic: A Material Culture of Microphysics |
| 1999 | Lorraine Daston and Katharine Park      | Wonders and the Order of Nature |
| 2000 | Crosbie Smith                           | The Science of Energy: A Cultural History of Energy Physics |
| 2001 | John Heilbron                           | The Sun in the Church: Cathedrals as Solar Observatories |
| 2002 | James Secord                            | Victorian Sensation: The Extraordinary Publication, Reception, and Secret Authorship of Vestiges of the Natural History of Creation                                               |
| 2003 | Mary Terrall                            | The Man Who Flattened the Earth: Maupertuis and the Sciences in the Enlightenment                                                                                                 |
| 2004 | Janet Browne                            | Charles Darwin: The Power of Place |
| 2005 | William R. Newman e Lawrence Principe   | Alchemy Tried in the Fire: Starkey, Boyle, and the Fate of Helmontian Chymistry                                                                                                   |
| 2006 | Richard W. Burkhardt, Jr.               | Patterns of Behavior: Konrad Lorenz, Niko Tinbergen, and the Founding of Ethology                                                                                                 |
| 2007 | David I. Kaiser                         | Drawing Theories Apart: The Dispersion of Feynman Diagrams in Postwar Physics |
| 2008 | Deborah Harkness                        | The Jewel House: Elizabethan London and the Scientific Revolution |
| 2009 | Harold J. Cook                          | Matters of Exchange: Commerce, Medicine, and Science in the Dutch Golden Age |
| 2010 | Maria Rosa Antognazza                   | Leibniz: An Intellectual Biography |
| 2011 | Eleanor Robson                          | Mathematics in Ancient Iraq: A Social History |
| 2012 | Dagmar Schäfer                          | The Crafting of the 10,000 Things: Knowledge and Technology in Seventeenth-Century China                                                                                          |
| 2013 | John Tresch                             | The Romantic Machine: Utopian Science and Technology after Napoleon |
| 2014 | Sachiko Kusukawa                        | Picturing the book of nature: Image, text and argument in sixteenth-century human anatomy and medical botany                                                                      |
| 2015 | Daniel Todes                            | Ivan Pavlov: A Russian Life in Science |
| 2016 | Omar W. Nasim                           | Observing by Hand: Sketching the Nebulae in the Nineteenth Century |
| 2017 | Tiago Saraiva                           | Fascist Pigs: Technoscientific Organisms and the History of Fascism |